# 에릭 파르탈루
에릭 엔델 파르탈루(Erik Endel Paartalu, 1986년 5월 3일 ~ )는 오스트레일리아의 축구 선수이다. 포지션은 수비형 미드필더이다. 현재 인도 슈퍼리그의 벵갈루루 FC에서 활약하고 있다. 2016 시즌 K리그 클래식 전북 현대 모터스에서 뛴 적이 있으며, K리그 등록명은 파탈루였다.

## 선수 경력
2016년 1월부터 파르탈루의 전북 현대 모터스 이적설이 돌았다. 전북이 이적설을 강력히 부인하며 해프닝으로 끝나는 듯 했으나 이후 멜버른 시티가 파르탈루의 K리그 진출을 위해 계약을 해지했다고 발표했다. 2016년 2월 4일 앨릭스 윌킨슨의 아시아 쿼터 자리를 대체할 외국인 선수로 전북 현대로 이적하였다.

## 수상
- 그레트나 FC
  - 스코틀랜드 풋볼 리그 1부: 2006-07
- 브리즈번 로어
  - A리그 챔피언십: 2010-2011, 2011-2012
  - A리그 프리미어십: 2010-2011